# Keith Duffy

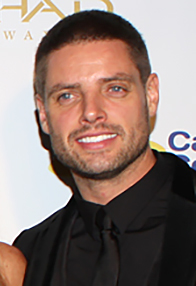
Keith Duffy (2012)

Keith Duffy (* 1. Oktober 1974 in Dublin) ist ein irischer Sänger und Schauspieler.

## Leben
1993 war Duffy Gründungsmitglied der irischen Erfolgsband Boyzone. Mit dieser Band feierte er 1998 seinen größten Hit mit No Matter What (dem Lied aus dem Musical Whistle Down the Wind von Andrew Lloyd Webber). 2000 trennte sich die Band und Keith Duffy stieg bei der sehr erfolgreichen englischen Daily-Soap Coronation Street ein.
Seit 1998 ist Duffy mit seiner „Sandkastenfreundin“ Lisa Smith verheiratet und hat mit ihr die beiden Kinder Jordan (* 1996) und Mia (* 2000).
2011 war er in der Serie Death in Paradise S1E7 als Eddie zu sehen.

## Filmografie
- 1996: Zig and Zag's Dirty Deeds (Fernsehserie, Episode 1x03)
- 2001: Bombenleger (The Bombmaker) (Fernsehfilm)
- 2002: The Gift (Kurzfilm)
- 2002–2005: Mrs. Brown's Boys: The Original Series (Fernsehserie, 3 Episoden, verschiedene Rollen)
- 2002–2011: Coronation Street (Fernsehserie, 312 Episoden)
- 2003–2004: Children in Need (Fernsehserie, 2 Episoden, verschiedene Rollen)
- 2004: Großstadt Schocker (Petits mythes urbains) (Fernsehserie, Episode 1x10)
- 2004–2007: The Clinic (Fernsehserie, 6 Episoden)
- 2007: Be More Ethnic (Fernsehfilm)
- 2009: Fair City (Fernsehserie, 3 Episoden)
- 2010: Coronation Street: Tram Crash (Fernsehfilm)
- 2011: Death in Paradise (Fernsehserie, Episode 1x07)
- 2013: Robocroc (Fernsehfilm)
- 2013: Love/Hate (Fernsehserie, 2 Episoden)
- 2014: Mrs. Brown's Boys D'Movie
- 2014: The Job Lot – Das Jobcenter (The Job Lot) (Fernsehserie, Episode 2x02)
- 2014: Loftus Hall
- 2014: 5 Aside (Mini-Serie, 5 Episoden)
- 2016–2017: Little Roy (Fernsehserie, 11 Episoden)
- 2017: The Black Prince
- 2020: Poster Boys